# Товсторіг
Баран-товсторіг, товсторіг (Ovis canadensis) — вид ссавців з роду баранів (Ovis). Поширений у горах західної частини Північної Америки від Канади до півострова Каліфорнія.

## Зовнішній вигляд
Товсторіг — великий парнокопитний ссавець досить щільної і потужної статури, з невисокими і сильними кінцівками, товстою, короткою шиєю, невеликою головою і слабо виступаючим з хутра хвостом.
Розміри тіла розрізняються в різних популяціях, але всюди самці в середньому значно більші за самок. У Скелястих горах маса тіла дорослих самців досягає 73-143 кг, тоді як маса тіла самок становить лише 53-91 кг. У пустелях південної частини ареалу товсторіг дрібніше: маса тіла досягає 58-86 кг у самців і 34-52 кг у самок.
Вуха порівняно малі. Самці мають важкі і масивні роги, що загинаються більш-менш пологою спіраллю назовні. Їх довжина становить близько 110 см. Маса рогів особливо великих самців може досягати 14 кг — приблизно стільки ж, скільки важать сумарно всі інші кістки організму. Роги самок розвинені завжди добре, але слабкіше, ніж у самців. При загальній напівсерпоподібної форми вони різко розходяться в сторони.
Забарвлення мінливе, в цілому однотонне жовтувато-коричневе або коричнево-буре, іноді чорно-буре, майже чорне або сіро-біле. Черево світле, кінець морди і задня поверхня стегон («дзеркало») білі. Волосяний покрив густий і довгий, гриви на шиї і грудях немає.

## Життєвий цикл
Шлюбний сезон припадає на осінь і початок зими, а у південній частині ареалу в пустельній місцевості він триває з липня по грудень. Тривалість вагітності становить близько 6 місяців, дитинчата народжуються навесні. Зазвичай самка приносить одне ягня вагою в 3-5 кг. Матері вигодовують дитинчат молоком протягом 4-6 місяців.
Самки здатні народжувати вже у віці 10-11 місяців, але як правило починають розмножуватися на другому або третьому році життя. Самці беруть участь у розмноженні досягнувши домінуючого положення, зазвичай у віці близько 7 років.
Тривалість життя пов'язана з динамікою чисельності популяції. Якщо чисельність стабільна або скорочується, товстороги живуть 10-19 років, а у популяції що зростає і активно розмножується - лише 6-7 років.

## Спосіб життя
Пасуться товстороги вдень, з перервами, їх раціон — трав'янисті рослини.
Самці і самки більшу частину року тримаються окремо, об'єднуючись у невеликі стада (в середньому 4-6 особин у самців, 6-8 — у самок). Ягнята знаходяться разом зі своїми матерями. Надалі самки залишаються в материнській групі, а самці у віці 2-4 років залишають її і приєднуються до груп самців. На квадратний кілометр припадає приблизно дві особини .
Основними природними ворогами баранів є вовки, ведмеді, росомахи, пуми. Для ягнят небезпеку становлять також рисі, койоти і великі орли.

## Навколишнє середовище
Товстороги мешкають в гірських місцевостях, населяючи альпійські луки і передгір'я. Влітку вони тримаються на висотах близько 1800-2500 метрів над рівнем моря, взимку спускаються до висот 800-1500 метрів.

## Еволюція
У плейстоцені (близько 750 000 років тому) предки американських баранів перетнули Беринговий перешийок і широко поширилися по території Північної Америки аж до Каліфорнії і північної Мексики. Поділ від загального предка на два види відбувся близько 600 000 років тому. Тонкорогий баран заселив Аляску і північну Канаду, а товсторіг — найпівденніші регіони. В даний час дуже часто зустрічаються гібриди цих видів, і систематика підвидів товсторогів дещо ускладнена.

## Відносини з людиною
Поголів'я товсторога на початок XIX століття оцінюється в 1,5-2 мільйона особин, але до початку XX століття збереглося менше 10 тисяч голів. Скорочення чисельності відбулося через хижацьке полювання, хвороби і витіснення диких баранів домашніми вівцями. Підвид Ovis canadensis auduboni, ендемічний для хребта Блек-Гіллс, вимер. Чималу роль в цьому зіграла висока сприйнятливість диких баранів до хвороб домашньої худоби, таких, як короста і пневмонія.
Проте проведення програм реінтродукції, збільшення кількості національних парків на тлі зменшення поголів'я домашніх овець до кінця Другої світової війни привели до часткового відновлення чисельності американських товсторогів. Варто відзначити безпрецедентну кампанію з порятунку пустельних товсторогів в Аризоні, розпочату в 1936 р майором Фредеріком Бернгемом, ватажком бойскаутського руху, результатом якої стало вилучення близько 6100 км² земель штату Аризона з сільськогосподарського користування і створення на цій території заповідника для охорони диких баранів.
У списку Міжнародного союзу охорони природи товсторіг віднесено до категорії видів, що знаходяться під найменшою загрозою. У США, в місцях, де товстороги мають найбільшу чисельність, на них дозволено спортивне полювання за ліцензіями.
На честь товсторогів (англ. Bighorn sheep) названі декілька географічних об'єктів в США, зокрема округ в Монтані, округ у Вайомінгу, річка в Вайомінгу і Монтані.
Голова товсторога є старим логотипом марки Dodge.

## Підвиди
- Товсторіг Скелястих гір (O. c. canadensis)

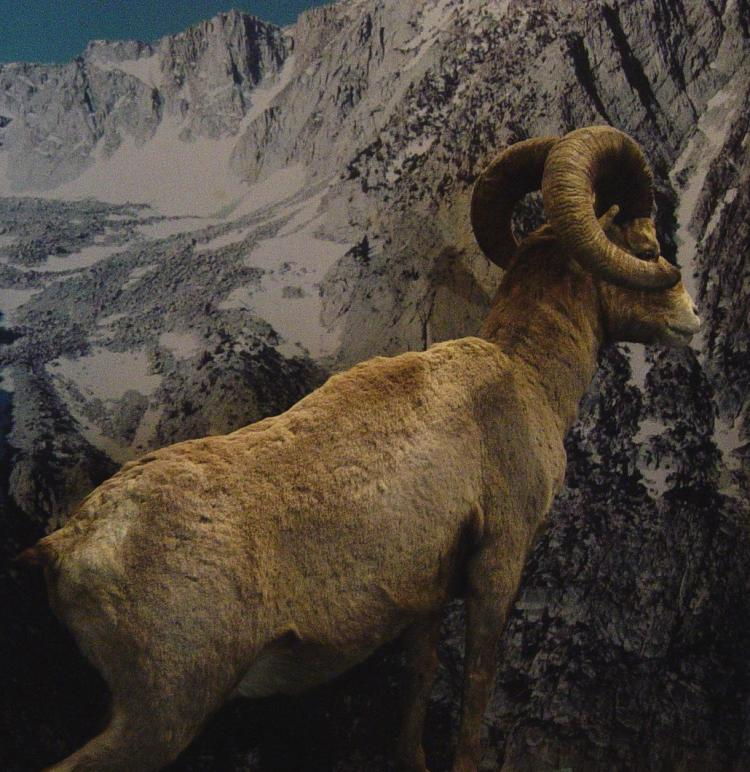
Товсторіг Сьєрра-Невади: опудало самця в туристичному центрі біля озера Моно

- Товсторіг Сьєрра-Невади (O. c. sierrae)
- Пустельний товсторіг (O. c. nelsoni)
- Мексиканський товсторіг (O. c. mexicana)